# Идентитет (психологија)
Идентитет је особина релативне целовитости и постојаности личности упркос променама у њој и око ње. Осећање идентитета почиње да се формира у детињству, а посебно током адолесценције када постоје и највеће кризе идентитета. Када особа поставља себи кључно питање „ко сам ја”, „чему тежим”, „одакле сам” и сл. Посебан значај у процесу формирања идентитета имају особе из најближе околине, али и систем социјалних вредности заједнице у којој појединац живи. Према Ериксону, осећање личног идентитета засновано је на запажању самоистоветности и непрекидности постојања у времену и простору, као и опажања чињенице да други људи запажају и признају ову чињеницу. Појединац који је стекао осећање личног идентитета има доживљај континуитета између онога што је био некада, што је данас, као и онога што замишља да ће тек бити.